# Beaulieu-sur-Dordogne
Beaulieu-sur-Dordogne je francouzská obec v departementu Corrèze v regionu Nová Akvitánie. V roce 2017 zde žilo 1 299 obyvatel.

## Poloha obce
Obec leží u hranic departementu Corrèze s departementem Dordogne.
Sousední obce jsou: Nonards, Bassignac-le-Bas, Altillac, Gagnac-sur-Cère (Lot), Astaillac a Sioniac.

## Vývoj počtu obyvatel
Počet obyvatel: 

## Památky a turistické zajímavosti
- Klášter Beaulieu-sur-Dordogne

## Osobnosti města
- Jean-Antoine Marbot (1754–1800) – francouzský generál a politik
- Adolphe Marbot (1781–1844) – francouzský generál
- Marcellin Marbot (1782–1854) – francouzský generál
- Asher Peres (1934–2005) – izraelský fyzik